# Malsch (Karlsruhe)
Malsch é um município da Alemanha, no distrito de Karlsruhe, na região administrativa de Karlsruhe, estado de Baden-Württemberg.

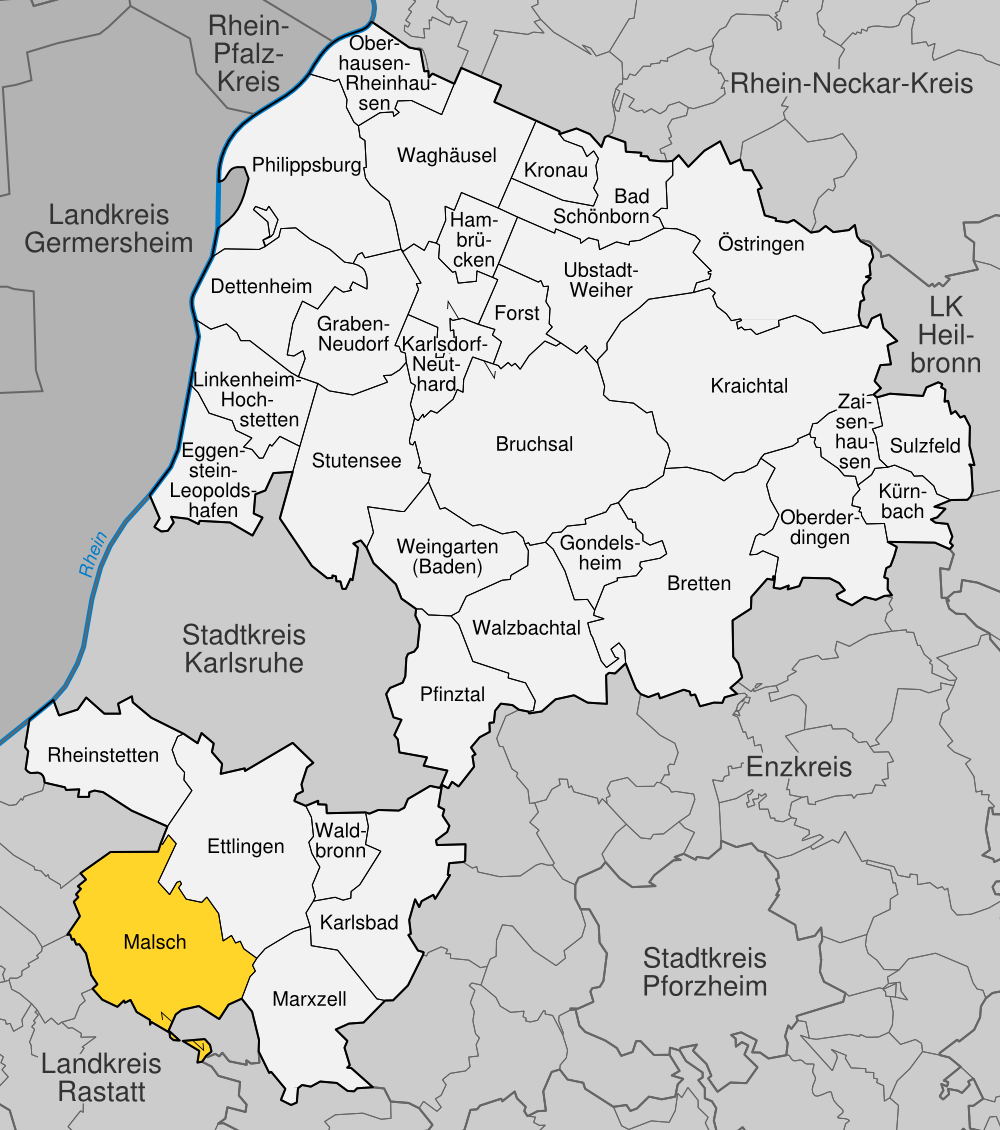
Malsch no distrito de Karlsruhe